# Capitel bizantino

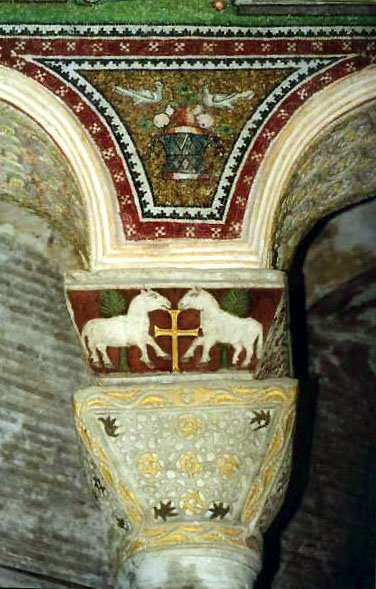
Ejemplo de capitel corintio bizantino. Es la evolución del capitel corintio tras una fallida imitación de este.

En la arquitectura bizantina es característico distinguir entre dos tipos de capiteles:
- El conocido como corintio, que no se debe confundir con el orden corintio, del que hereda no obstante el uso de hojas de acanto coronado en ocasiones con un cimacio de forma piramidal volteada.

- El conocido como cúbico, ornamentado con trepanaciones y rematado igualmente con un cimancio. Esta técnica será imitada posteriormente por los musulmanes.[1]